# Organtino Gnecchi-Soldo
Organtino Gnecchi-Soldo, né à Casto del Sabbia (Brescia) en 1532 et mort à Nagasaki (Japon) le 22 avril 1609, est un pretre jésuite italien, missionnaire au Japon durant la période Nanban (1543–1650). C'est un exemple de nanbanjin (« barbares du sud » comme sont appelés les Occidentaux) qui visite le Japon à cette époque.
Déjà pretre et souhaitant partir comme missionnaire en Extreme-Orient, Gnecchi-Soldo entre dans la Compagnie de Jésus en 1556, à Ferrare (Italie). Il est envoyé au Japon en 1570 via Goa en Inde et Malacca. S'attirant le respect d'Oda Nobunaga, il construit un temple Nanban à Kyoto en 1576, un couvent et une église au Château d'Azuchi près du Lac Biwa en 1580. Il ouvre également une école religieuse. Il est envoyé à Nagasaki où il meurt en 1609.
D'un point de vue historique, Organtino Gnecchi-Soldo a grandement contribué à l'œuvre missionnaire au Japon.

## Source de la traduction
- (en) Cet article est partiellement ou en totalité issu de l’article de Wikipédia en anglais intitulé « Gnecchi-Soldo Organtino » (voir la liste des auteurs).